# Визит семьи Дракулы
«Визит семьи Дракулы» (англ. Dracula`s Family Visit) — нидерландский художественный полнометражный (87 минут) фильм. Жанр: чёрная комедия, пародия на старомодные фильмы о Дракуле и вампирах. Премьера фильма состоялась 28 октября 2006 года на Международном Кинофестивале «Shoot Me» в Гааге.

## Краткое содержание
Вампир Дамион Дракула живёт в огромном доме вместе с двумя дочерьми — сиамскими близнецами Лотти и Люной, со своей новой подругой из внешнего мира — Софи, и обслуживающим персоналом. Благодаря Софи, Дракула пытается превратиться в «обычного человека» и бросить вампирские привычки. Хотя это ему сложно удаётся… Он просит руки у Софи и в то же время тщательно пытается скрыть от своей невесты то, что он в сущности вампир. Он не в курсе, что Софи — подосланная шпионка-разоблачительница вампиров, которая пытаясь разоблачить Дракулу, — просто по уши в него влюбилась… А любовь, как говорится, — слепа. К Дракуле в гости приехала его сводная сестра Агат с дочерью Флорентиной. Психоманьяк Родерик Батлер не очень доволен поведением дерзкой Флорентины и решает отомстить девочке за её злостные шутки… И в этот момент тёмные силы ада опускаются на землю…

## В ролях
| Актёр                                  | Роль               |
| -------------------------------------- | ------------------ |
| Харри Хёйс                             | Дракула            |
| Галина Кияшко                          | Софи               |
| Клаудия Нефт (Claudia Neeft)           | Анжелика           |
| Марьёлейн ван Зил (Marjolein van Ziel) | Агат               |
| Мария Стют (Maria Stuut)               | Флорентина         |
| Яро Вольф (Jaro Wolff)                 | Родерик            |
| Люка Схонхейт (Luca Schoonheyt)        | Лотти              |
| Робин Схонхейт (Robin Schoonheyt)      | Люна               |
| Рул Петерс (Roel Peeters)              | Франк фон Хельсинк |